# Municipio de South Harbor
El municipio de South Harbor (en inglés: South Harbor Township) es un municipio ubicado en el condado de Mille Lacs en el estado estadounidense de Minnesota. En el año 2010 tenía una población de 800 habitantes y una densidad poblacional de 4,12 personas por km².

## Geografía
El municipio de South Harbor se encuentra ubicado en las coordenadas 46°8′00″N 93°35′21″O / 46.13333, -93.58917. Según la Oficina del Censo de los Estados Unidos, el municipio tiene una superficie total de 194.39 km², de la cual 55,98 km² corresponden a tierra firme y (71,2 %) 138,41 km² es agua.

## Demografía
Según el censo de 2010, había 800 personas residiendo en el municipio de South Harbor. La densidad de población era de 4,12 hab./km². De los 800 habitantes, el municipio de South Harbor estaba compuesto por el 85,38 % blancos, el 0,5 % eran afroamericanos, el 11,25 % eran amerindios, el 0,25 % eran asiáticos y el 2,63 % eran de una mezcla de razas. Del total de la población el 1,38 % eran hispanos o latinos de cualquier raza.